# Horní Libchava
Horní Libchava (en allemand : Oberliebich) est une commune du district de Česká Lípa, dans la région de Liberec, en République tchèque. Sa population s'élevait à 809 habitants en 2021.

## Géographie
Horní Libchava se trouve à 5 km au nord-ouest de Česká Lípa, à 40 km à l'ouest-sud-ouest de Liberec et à 72 km au nord de Prague.
La commune est limitée par Slunečná et Skalice u České Lípy au nord, par Česká Lípa à l'est et au sud, et par Stružnice et Volfartice à l'ouest.

## Histoire
La première mention écrite du village date de 1352.

## Transports
Par la route, Horní Libchava se trouve à 5 km de Česká Lípa, à 53 km de Liberec et à 97 km de Prague.